# アシナガグモ
アシナガグモ（脚長蜘蛛、Tetragnatha praedonia）は、アシナガグモ科アシナガグモ属のクモである。体も足も細長く、顎が大きく発達する。

## 特徴
アシナガグモは、やや短めの頭胸部と、前が膨らんだ棒状の腹部を持つ、前身が灰色のクモである。足はそれぞれに細長く、特に前足は長い。鋏角は、第1節はこん棒状で横に張り、第2節は鎌の先となってとがっている。第1節には第2節と咬み合うように歯が並ぶほか、特に雄では外側に向けても刺が出ている。幼虫では鋏角は未発達である。
この鋏角の刺は、獲物を捕らえるためよりは、配偶行動に用いるためのもののようである。雄は雌と交接するとき、雌の鋏角に自分の鋏角をからませて、相手の動きを封じる。

## 捕食法
アシナガグモは、目の粗い水平円網を作る。アシナガグモの成虫で直径50cm程度が普通である。特に、網中央の蜘蛛がとまる部分であるこしきを、網が完成する時に食い破って穴にするため、無こしき網と呼ばれる。昼間から網を張っている場合もあるが、多くは夕方から網を張りはじめ、夜に虫を捕らえる。
しかし、違った形の網をはる場合もある。普通、丸網は枠の内側に邪魔なものがない空間に網を張る。例えば、2本の枝の間に何もないような状態である。ところが、アシナガグモの幼虫は、時折2本の枝の間に、もう1本枝が入っている状態でも網を張る。この場合、網は中断され、中央の網の両側に丸網を半分ずつ張った形になる。クモは中央の枝の裏側に止まって身を隠す。
また、他のクモの網の枠糸を利用するのも見られる。ジョロウグモの網の枠糸に、小さなアシナガグモが網を張っているのが時に見られる。渓流では夕方から夜にかけて、カゲロウやカワゲラなどの水生昆虫の成虫が羽化するため、水面上に網を張ると多くの餌が得られる。そのような場所では、タニマノドヨウグモなど、渓流の両岸の間に網を張ることのできる種が中央を占めるが、アシナガグモはそれらの網の隙間、網を構成する枠糸の間に糸を引いて網を張ることがある。さらに、富栄養の溝などのように、ユスリカなど、より多くの昆虫の発生が集中するところや、明かりの下など虫が集まってくる場所では、網を張らずに直接に虫を捕まえることも行なう。

## 近縁種
アシナガグモ属には日本で20種ほどがあり、その中で本土に普通で人里付近に多い種としてはヤサガタアシナガグモ T. maxillosa がある。体がより細長いこと、顎の形などで区別できる。この種は特に水辺に多く、水田に多いので害虫の天敵としての効果が大きいとされる。

## 分類
アシナガグモ科 Tetragnathidae
アシナガグモ属 Tetragnatha
アシナガグモ、ヤサガタアシナガグモ、ハラビロアシナガグモ、ウロコアシナガグモ 他